# Женская сборная Польши по гандболу
Женская сборная Польши по гандболу — национальная сборная Польши, выступающая на чемпионатах Европы и мира по гандболу среди женщин. Управляется Федерацией гандбола Польши.

## Результаты

### Чемпионаты мира
- 1957 — 7-е место
- 1962 — 7-е место
- 1965 — 8-е место
- 1973 — 5-е место
- 1975 — 7-е место
- 1978 — 6-е место
- 1986 — 13-е место
- 1990 — 9-е место
- 1993 — 10-е место
- 1997 — 8-е место
- 1999 — 11-е место
- 2005 — 19-е место
- 2007 — 11-е место
- 2013 — 4-е место
- 2015 — 4-е место
- 2017 — 17-е место
- 2021 — 15-е место
- 2023 — 16-е место

### Чемпионаты Европы
- 1996 — 11-е место
- 1998 — 5-е место
- 2006 — 8-е место
- 2014 — 11-е место
- 2016 — 15-е место
- 2018 — 14-е место
- 2020 — 14-е место
- 2022 — 13-е место
- 2024 — 9-е место